# Skorelowana temperatura barwowa
Skorelowana temperatura barwowa, CCT (ang. correlated color temperature) – temperatura zastępczego źródła światła  mającego widmo o rozkładzie Plancka, którego chromatyczność jest najbliższa w stosunku do badanego źródła o innym rozkładzie widmowym. Jednostką skorelowanej temperatury barwowej jest kelwin.
Wyznaczenie skorelowanej temperatury barwowej ma sens dla relatywnie niewielkich różnic chromatyczności pomiędzy źródłem o rozkładzie Plancka, a testowanym źródłem. Skorelowana temperatura barwowa nie powinna być rozważana dla różnic chromatyczności większych od:
{\displaystyle \Delta C=((u'_{t}-u'_{p})^{2}+{4 \over 9}(v'_{t}-v'_{p})^{2})^{1/2}=5\cdot 10^{-2}}
gdzie {\displaystyle u_{\mathrm {t} },v_{\mathrm {t} }} dotyczy testowanego źródła, a {\displaystyle u_{\mathrm {p} },v_{\mathrm {p} }} dotyczy źródła planckowskiego, przy czym:
{\displaystyle u'={{4X} \over {X+15Y+3Z}}}
{\displaystyle v'={{9Y} \over {X+15Y+3Z}}}
to odpowiednio odcięta i rzędna chromatyczności w skali UCS (ang. uniform chromaticity scale) CIE 1976, a X, Y i Z to współrzędne w przestrzeni CIE XYZ.
Źródła światła o różnym składzie widmowym mogą mieć tę samą wartość skorelowanej temperatury barwowej. Należy mieć na uwadze, że skorelowana temperatura barwowa jest miarą samego źródła światła i nie można na podstawie jej wartości wnioskować na temat postrzeganej barwy danego obiektu przy innym iluminancie. Obiekt refleksyjny oświetlony źródłami światła o tej samej skorelowanej temperaturze barwowej może zatem wykazywać różne kolory, zależnie od składu widmowego oświetlenia.
Skorelowana temperatura barwowa jest istotną cechą iluminantów standardowych.